# Cicle de combustió esglaonada (coets)

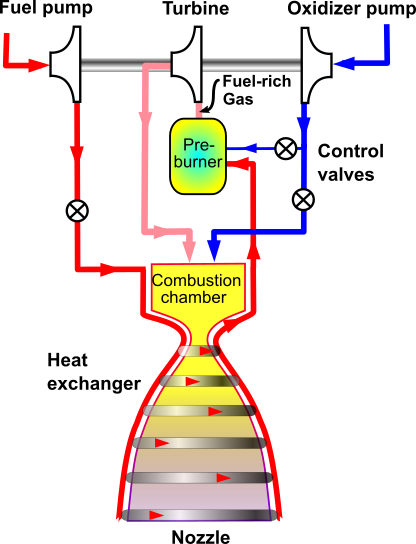
El cicle de combustió esglaonada en coets. Habitualment es fa passar tot el combustible i part de l'oxidant a través del precremador (ric en combustible) per alimentar les bombes. També és possible un circuit ric en oxigen, però és menys habitual perquè requereix processos metal·lúrgics més complexos.

El cicle de combustió esglaonada, també conegut com a cicle d'ompliment o cicle de precremador, és un cicle termodinàmic de motors de bipropel·lent. Es consumeix part del combustible en un precremador, generant un gas calent que es fa servir per impulsar les turbines i bombes del motor. Aleshores, el gas d'escapament és injectat a la cambra de combustió principal juntament amb la resta del propel·lent i es completa la combustió.
L'avantatge del cicle de combustió esglaonada és que els gasos i la calor de tots els cicles del motor passen per la cambra de combustió, cosa que permet evitar pràcticament al 100% les pèrdues de bombament. Per això, sovint se'l considera un "cicle tancat", car tots els productes de propel·lents passen per la cambra, a diferència dels cicles oberts, que expulsen els gasos que impulsen la turbobomba, cosa que provoca una petita pèrdua de rendiment.